# Reuven Niemeijer
Reuven Niemeijer (Hengelo, Países Bajos, 27 de marzo de 1995) es un futbolista neerlandés que juega como delantero en el RKC Waalwijk de la Eredivisie.

## Trayectoria
Debutó como profesional en la Eredivisie con el Heracles Almelo el 2 de diciembre de 2016 en un partido contra el NEC Nimega.
El 1 de julio de 2020 fichó por el Excelsior Róterdam.
El 1 de julio de 2022 fichó por el Brescia Calcio.

## Estadísticas

### Clubes
Actualizado al último partido disputado el 30 de octubre de 2024.
| Club                              | Div.          | Temporada     | Liga  | Liga  | Liga   | Copas nacionales | Copas nacionales | Copas nacionales | Copas internacionales | Copas internacionales | Copas internacionales | Total | Total | Total  |
| Club                              | Div.          | Temporada     | Part. | Goles | Asist. | Part.            | Goles            | Asist.           | Part.                 | Goles                 | Asist.                | Part. | Goles | Asist. |
| --------------------------------- | ------------- | ------------- | ----- | ----- | ------ | ---------------- | ---------------- | ---------------- | --------------------- | --------------------- | --------------------- | ----- | ----- | ------ |
| Heracles Almelo · Países Bajos    | 1.ª           | 2016-17       | 11    | 3     | 0      | 0                | 0                | 0                | —                     | —                     | —                     | 11    | 3     | 0      |
| Heracles Almelo · Países Bajos    | 1.ª           | 2017-18       | 25    | 8     | 2      | 2                | 0                | 0                | —                     | —                     | —                     | 27    | 8     | 2      |
| Heracles Almelo · Países Bajos    | Total club    | Total club    | 36    | 11    | 2      | 2                | 0                | 0                | 0                     | 0                     | 0                     | 38    | 11    | 2      |
| F. C. Emmen · Países Bajos        | 1.ª           | 2018-19       | 19    | 2     | 0      | 2                | 1                | 0                | —                     | —                     | —                     | 21    | 3     | 0      |
| F. C. Emmen · Países Bajos        | Total club    | Total club    | 19    | 2     | 0      | 2                | 1                | 0                | 0                     | 0                     | 0                     | 21    | 3     | 0      |
| Excelsior Róterdam · Países Bajos | 2.ª           | 2020-21       | 38    | 11    | 3      | 4                | 1                | 0                | —                     | —                     | —                     | 42    | 12    | 3      |
| Excelsior Róterdam · Países Bajos | 2.ª           | 2021-22       | 44    | 18    | 15     | 2                | 2                | 0                | —                     | —                     | —                     | 46    | 20    | 15     |
| Excelsior Róterdam · Países Bajos | Total club    | Total club    | 82    | 29    | 18     | 6                | 3                | 0                | 0                     | 0                     | 0                     | 88    | 32    | 18     |
| Brescia Calcio · Italia           | 2.ª           | 2022-23       | 15    | 0     | 0      | 2                | 0                | 1                | —                     | —                     | —                     | 17    | 0     | 1      |
| Brescia Calcio · Italia           | Total club    | Total club    | 15    | 0     | 0      | 2                | 0                | 1                | 0                     | 0                     | 0                     | 17    | 0     | 1      |
| RKC Waalwijk · Países Bajos       | 1.ª           | 2023-24       | 29    | 2     | 2      | —                | —                | —                | —                     | —                     | —                     | 29    | 2     | 2      |
| RKC Waalwijk · Países Bajos       | 1.ª           | 2024-25       | 5     | 0     | 0      | 1                | 0                | 0                | —                     | —                     | —                     | 6     | 0     | 0      |
| RKC Waalwijk · Países Bajos       | Total club    | Total club    | 34    | 2     | 2      | 1                | 0                | 0                | 0                     | 0                     | 0                     | 35    | 2     | 2      |
| Total carrera                     | Total carrera | Total carrera | 186   | 44    | 22     | 13               | 4                | 1                | 0                     | 0                     | 0                     | 199   | 48    | 23     |